# 胡文容
胡文容（1964年7月—），福建莆田人。男，汉族。同济大学环境学院环境工程专业毕业，研究生，工学博士，教授，博士导师，享受国务院政府特殊津贴。1990年5月加入中国共产党。1985年7月参加工作。曾任中共上海市委常委、组织部部长、市委党校校长，现任上海市政协主席、党组书记。中共第十九届、二十届中央候补委员。

## 生平
1981年7月到1985年7月华东冶金学院化工系大学毕业，获学士学位。1985年8月到1989年8月，山东科技大学任教。1989年9月到1992年7月，山东科技大学硕士研究生毕业，获工学硕士学位。1992年开始在同济大学攻读博士学位，获得工学博士学位，之后继续攻读博士后，并担任同济大学副教授，后升为教授。1996年4月起，历任山东矿业学院地球科学系副主任，山东工业大学环境与化学工程学院副院长，山东大学科技处处长。2004年12月任中共山东省委组织部助理巡视员、干部三处处长；2006年9月任中共山东省委组织部副巡视员、干部三处处长；2009年2月任中共山东省委组织部副部长、干部三处处长；2009年5月任中共山东省委组织部副部长；2011年10月任中共山东省委组织部副部长、省国资委党委副书记（正厅级）；2013年3月任中共山东省委组织部常务副部长、省国资委党委副书记（正厅级）；2014年7月任中共山东省委组织部常务副部长（正厅级）；2017年6月任山东省委常委、秘书长；
2017年9月，接替曾庆红任中共重庆市委常委、组织部部长。
2020年12月，任中共上海市委常委、组织部部长。
2023年1月，任上海市政协党组书记；同月14日，在上海市政协十四届一次会议全体会议上被选举为上海市政协主席。
2023年4月，擔任中央学习贯彻习近平新时代中国特色社会主义思想主题教育领导小组第二十三指導組組長，負責指導教育部、国务院港澳办、全国对外友协、中国侨联、中央党校（国家行政学院）等工作

## 学术成就

### 学术职位
- 1995年破格晋升副教授
- 1997年破格晋升教授
- 1996年被山东省评为山东省优秀中青年学术骨干和学科带头人
- 2001年获国务院政府特殊津贴
- 2004年入选新世纪百千万人才工程国家级人选。[3]

### 发表著作
书籍：煤矿矿井水处理技术，同济大学出版社，1996年9月。
论文（英文）：
- Pei, Hai-yan; Hu, Wen-rong; Pan, Jian-qiang; Zhang, Ji-cai. . Journal of Environmental Engineering. 2008-11, 134 (11)  [2022-10-24]. ISSN 0733-9372. doi:10.1061/(ASCE)0733-9372(2008)134:11(923). （原始内容存档于2022-10-24） （英语）.
- Xie, Jun; Hu, Wenrong; Pei, Haiyan; Dun, Mina; Qi, Feng. . Environmental Monitoring and Assessment. 2008-11, 146 (1-3). ISSN 0167-6369. doi:10.1007/s10661-008-0250-5 （英语）.
- Pei, Hai-yan; Hu, Wen-rong; Mu, Rui-min; Li, Xiao-cai. . Journal of Environmental Sciences. 2007-01-01, 19 (5). ISSN 1001-0742. doi:10.1016/S1001-0742(07)60091-6 （英语）.[1]

论文（中文）：
- 裴海燕, 胡文容.活性污泥与消化污泥的脱水特性及粒径分布。环境科学，2007，28（10）：2236-2242。(ei)
- 李小彩, 裴海燕, 胡文容. 溶藻细菌及溶藻物质研究进展。工业水处理，2007，27（6）：10-13。（中文核心）
- 李小彩, 胡文容,裴海燕. 一株红球菌（p15）的溶藻效应研究。 中国给水排水，2006，20 （19）：8-11。（中文核心）[3]